# Olympische Geschichte der Elfenbeinküste
| Gelbes Symbol für Goldmedaillen mit stilisierten Olympischen Ringen | Graues Symbol für Silbermedaillen mit stilisierten Olympischen Ringen | Braundes Symbol für Bronzemedaillen mit stilisierten Olympischen Ringen |
| ------------------------------------------------------------------- | --------------------------------------------------------------------- | ----------------------------------------------------------------------- |
| 1                                                                   | 1                                                                     | 3                                                                       |

Elfenbeinküste, dessen NOK, das Comité National Olympique de Côte d’Ivoire, 1962 gegründet und 1963 vom IOC anerkannt wurde, nimmt seit 1964 an Olympischen Sommerspielen teil. Bis auf die boykottierten Spiele von Moskau 1980 wurden Athleten zu allen Sommerspielen geschickt. An Winterspielen nahmen bislang keine Sportler aus Landes teil.

## Übersicht

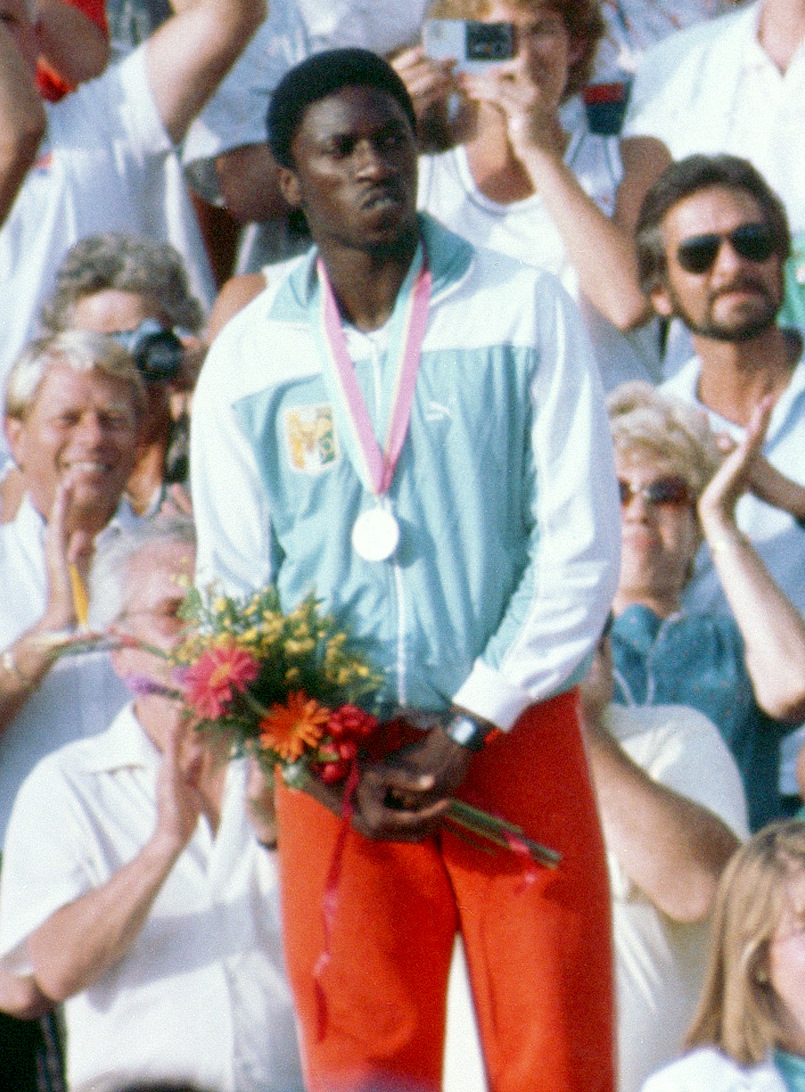
Gewinner der ersten ivorischen Olympiamedaille: Gabriel Tiacoh

### 1964 bis 1976
Die Elfenbeinküste nahm erstmals 1964 in Tokio an Olympischen Spielen teil. Erster Olympionike des Landes war am 11. August 1964 der Leichtgewichtsboxer Gabriel Achy Assi. Der Sprinter Gaoussou Koné sorgte für das einzige Top-Ergebnis. Er erreichte das Finale im 100-Meter-Lauf und wurde Sechster.
1968 in Mexiko-Stadt blieb die ivorische Mannschaft erfolglos. Erstmals waren Kanuten für das Land am Start. 1972 in München sowie 1976 in Montreal nahmen nur Leichtathleten teil. Neben dem Senegal war die Elfenbeinküste der einzige afrikanische Staat, der nicht dem Boykott afrikanischer Länder der Spiele von Montreal folgte. In Montreal ging mit Célestine N'Drin die erste Ivorerin bei Olympischen Spielen an den Start.

### 1980 bis 1996
Die Elfenbeinküste folgte dem US-Boykott der Spiele von Moskau 1980. In Los Angeles 1984 kam erstmals ein Judoka zum Einsatz. In Los Angeles gab es den ersten Medaillengewinn. Der Sprinter Gabriel Tiacoh gewann Silber im 400-Meter-Lauf.
1988 in Seoul gab es zwei Premieren. Mit der Handballnationalmannschaft der Frauen nahm erstmals eine ivorische Mannschaft an Olympischen Spielen teil. Auch ging erstmals ein ivorischer Tennisspieler an den Start. In Barcelona 1992 gab es eine Finalteilnahme für die 100-Meter-Staffel der Männer. Im Finale kamen sie als Achte ins Ziel. Bei den Spielen von Atlanta 1996 blieb die ivorische Mannschaft hingegen erfolglos.

### Seit 2000
In Sydney 2000 gingen erstmals ein ivorischer Taekwondoin, ein Schwimmer und ein Freistilringer an den Start. Der Taekwondokämpfer N’Guessan Sebastien Konan erreichte das Halbfinale im Weltergewicht, in dem er an dem späteren Silbermedaillisten Faissal Ebnoutalib aus Deutschland scheiterte.
Zu den Spielen 2004 in Athen wurden nur fünf Athleten entsandt, die erfolglos blieben. Es war die kleinste ivorische Delegation überhaupt. In Peking 2008 nahm die Fußballnationalmannschaft der Männer am olympischen Turnier teil. Die Mannschaft erreichte Platz 6 nach einer 0:2-Niederlage gegen Nigeria im Viertelfinale.
In London 2012 nahm erstmals ein ivorischer Bogenschütze teil. Die Sprinterin Murielle Ahouré erreichte zwei Mal das Finale. Über 100 Meter wurde sie Siebte und über 200 Meter Sechste.
Die Spiele von Rio de Janeiro 2016 entwickelten sich zu den erfolgreichsten Olympiateilnahme der Elfenbeinküste. Erstmals nahm eine ivorische Fechterin an Olympischen Spielen teil. In der Leichtathletik gab es drei Finalteilnahmen. Ben Youssef Meïté wurde Sechster über 100 Meter, Marie Josée Ta Lou Vierte sowohl über 100 als auch über 200 Meter. Noch erfolgreicher waren die Teilnehmer des olympischen Taekwondo-Wettkampfes. Bei den Frauen gewann Ruth Gbagbi die Bronzemedaille im Weltergewicht. Bei den Männern wurde Cheick Sallah Cissé durch seinen Sieg, ebenfalls im Weltergewicht, der erste Olympiasieger der Elfenbeinküste.
In Tokio 2020 gewann Ruth Gbagbi erneut Bronze. Außerdem nahm erstmals ein ivorischer Ruderer teil.

## IOC-Mitglied
Lassana Palenfo, Präsident des ivorischen NOK, wurde 2000 zum IOC-Mitglied gewählt. 2012 wurde er zum Ehrenmitglied des IOC, zudem wurde ihm der Olympische Orden in Silber verliehen.

## Übersicht der Teilnehmer

### Sommerspiele
| Jahr      | Athleten           | Athleten           | Athleten           | Sportarten         | Sportarten         | Sportarten         | Sportarten         | Sportarten         | Sportarten         | Sportarten         | Sportarten         | Sportarten         | Sportarten         | Sportarten         | Sportarten         | Sportarten         | Medaillen          | Medaillen          | Medaillen          | Medaillen          | Medaillen          |
| Jahr      | Gesamt             |                    |                    |                    |                    |                    |                    |                    |                    |                    |                    |                    |                    |                    |                    |                    |                    |                    |                    | Medaillen – Gesamt | Rang               |
| --------- | ------------------ | ------------------ | ------------------ | ------------------ | ------------------ | ------------------ | ------------------ | ------------------ | ------------------ | ------------------ | ------------------ | ------------------ | ------------------ | ------------------ | ------------------ | ------------------ | ------------------ | ------------------ | ------------------ | ------------------ | ------------------ |
| 1896–1960 | nicht teilgenommen | nicht teilgenommen | nicht teilgenommen | nicht teilgenommen | nicht teilgenommen | nicht teilgenommen | nicht teilgenommen | nicht teilgenommen | nicht teilgenommen | nicht teilgenommen | nicht teilgenommen | nicht teilgenommen | nicht teilgenommen | nicht teilgenommen | nicht teilgenommen | nicht teilgenommen | nicht teilgenommen | nicht teilgenommen | nicht teilgenommen | nicht teilgenommen | nicht teilgenommen |
| 1964      | 9                  | 9                  | 0                  |                    | 3                  |                    |                    |                    |                    | 6                  |                    |                    |                    |                    |                    |                    |                    |                    |                    |                    |                    |
| 1968      | 10                 | 10                 | 0                  |                    |                    |                    |                    |                    |                    | 7                  | 3                  |                    |                    |                    |                    |                    |                    |                    |                    |                    |                    |
| 1972      | 11                 | 11                 | 0                  |                    |                    |                    |                    |                    |                    | 6                  | 5                  |                    |                    |                    |                    |                    |                    |                    |                    |                    |                    |
| 1976      | 8                  | 7                  | 1                  |                    |                    |                    |                    |                    |                    | 8                  |                    |                    |                    |                    |                    |                    |                    |                    |                    |                    |                    |
| 1980      | nicht teilgenommen | nicht teilgenommen | nicht teilgenommen | nicht teilgenommen | nicht teilgenommen | nicht teilgenommen | nicht teilgenommen | nicht teilgenommen | nicht teilgenommen | nicht teilgenommen | nicht teilgenommen | nicht teilgenommen | nicht teilgenommen | nicht teilgenommen | nicht teilgenommen | nicht teilgenommen | nicht teilgenommen | nicht teilgenommen | nicht teilgenommen | nicht teilgenommen | nicht teilgenommen |
| 1984      | 15                 | 14                 | 1                  |                    | 3                  |                    |                    |                    | 2                  | 6                  | 4                  |                    |                    |                    |                    |                    |                    | 1                  |                    | 1                  | 33                 |
| 1988      | 28                 | 11                 | 17                 |                    | 2                  |                    |                    | 14                 |                    | 9                  | 2                  |                    |                    |                    |                    | 1                  |                    |                    |                    |                    |                    |
| 1992      | 13                 | 8                  | 5                  |                    |                    |                    |                    |                    | 2                  | 9                  | 2                  |                    |                    |                    |                    |                    |                    |                    |                    |                    |                    |
| 1996      | 11                 | 10                 | 1                  |                    |                    |                    |                    |                    | 2                  | 5                  | 2                  |                    |                    |                    |                    | 2                  |                    |                    |                    |                    |                    |
| 2000      | 14                 | 7                  | 7                  |                    |                    |                    |                    |                    | 3                  | 8                  |                    | 1                  |                    | 1                  | 1                  |                    |                    |                    |                    |                    |                    |
| 2004      | 5                  | 2                  | 3                  |                    |                    |                    |                    |                    |                    | 2                  |                    |                    |                    | 2                  | 1                  |                    |                    |                    |                    |                    |                    |
| 2008      | 21                 | 19                 | 2                  |                    |                    |                    | 16                 |                    |                    | 1                  | 1                  |                    |                    | 1                  | 2                  |                    |                    |                    |                    |                    |                    |
| 2012      | 9                  | 4                  | 5                  | 1                  |                    |                    |                    |                    | 1                  | 3                  |                    | 1                  |                    | 2                  | 1                  |                    |                    |                    |                    |                    |                    |
| 2016      | 12                 | 5                  | 7                  | 1                  |                    | 1                  |                    |                    | 1                  | 4                  |                    |                    |                    | 2                  | 3                  |                    | 1                  |                    | 1                  | 2                  | 51                 |
| 2020      | 31                 | 25                 | 6                  |                    |                    |                    | 18                 |                    | 1                  | 3                  |                    |                    | 1                  | 1                  | 4                  |                    |                    |                    | 1                  | 1                  | 86                 |
| 2024      | 13                 | 4                  | 9                  |                    |                    | 1                  |                    |                    | 1                  | 7                  |                    |                    |                    |                    | 3                  |                    |                    |                    | 1                  | 1                  | 84                 |
| Gesamt    | Gesamt             | Gesamt             | Gesamt             | Gesamt             | Gesamt             | Gesamt             | Gesamt             | Gesamt             | Gesamt             | Gesamt             | Gesamt             | Gesamt             | Gesamt             | Gesamt             |                    |                    | 1                  | 1                  | 3                  | 5                  |                    |

### Winterspiele
| Jahr      | Athleten           | Athleten           | Athleten           | Sportarten         | Medaillen          | Medaillen          | Medaillen          | Medaillen          | Medaillen          |
| Jahr      | Gesamt             |                    |                    | Sportarten         |                    |                    |                    | Medaillen – Gesamt | Rang               |
| --------- | ------------------ | ------------------ | ------------------ | ------------------ | ------------------ | ------------------ | ------------------ | ------------------ | ------------------ |
| 1924–2022 | nicht teilgenommen | nicht teilgenommen | nicht teilgenommen | nicht teilgenommen | nicht teilgenommen | nicht teilgenommen | nicht teilgenommen | nicht teilgenommen | nicht teilgenommen |
| Gesamt    | Gesamt             | Gesamt             | Gesamt             | Gesamt             | 0                  | 0                  | 0                  | 0                  | -                  |

## Liste der Medaillengewinner

### Goldmedaillen
| Name                | Spiele              | Sportart  | Disziplin        |
| ------------------- | ------------------- | --------- | ---------------- |
| Cheick Sallah Cissé | 2016 Rio de Janeiro | Taekwondo | Klasse bis 80 kg |

### Silbermedaillen
| Name           | Spiele           | Sportart       | Disziplin |
| -------------- | ---------------- | -------------- | --------- |
| Gabriel Tiacoh | 1984 Los Angeles | Leichtathletik | 400 m     |

### Bronzemedaillen
| Name                | Spiele              | Sportart  | Disziplin         |
| ------------------- | ------------------- | --------- | ----------------- |
| Ruth Gbagbi         | 2016 Rio de Janeiro | Taekwondo | Klasse bis 67 kg  |
| Ruth Gbagbi         | 2020 Tokio          | Taekwondo | Klasse bis 67 kg  |
| Cheick Sallah Cissé | 2024 Paris          | Taekwondo | Klasse über 80 kg |

## Medaillen nach Sportart
| Sportart       | Gold | Silber | Bronze | Gesamt |
| Taekwondo      | 1    | 0      | 3      | 4      |
| Leichtathletik | 0    | 1      | 0      | 1      |
| Gesamt         | 1    | 1      | 3      | 5      |